# Carl Axel Pettersson
Carl Axel Pettersson, född 13 april 1874 i Mönsterås i Småland, död 31 maj 1962 i Stockholm, var en svensk curlingspelare och affärsman. Han blev olympisk silvermedaljör vid olympiska vinterspelen 1924 i Chamonix.

## Olympiska vinterspelen 1924
Pettersson tillhörde en grupp av åtta svenska curlingspelare som for till OS i Chamonix 1924. Vid 49 års ålder deltog han vid de Olympiska vinterspelen 1924 i Chamonix i Frankrike och han lyckades vinna en svensk silvermedalj tillsammans med landsmännen Carl Wilhelm Petersén, Karl-Erik Wahlberg och Erik Severin. Efter vinst mot Frankrike (18-10) fick de två blågula lagen silvret tillsammans och Carl Axel Pettersson spelade där trea och det blev storförlust mot Storbritannien (38-7). Carl-Axel Pettersson blev 1930 svensk lagmästare, då i Fjällgårdens CK.

## Carl Axel Petterssons herrekipering
På sin tid var Pettersson känd herrekiperare i Stockholm. Hans företag, Carl Axel Pettersson herrekipering, där han var chef, låg i hörnet av Drottninggatan 78 och Kungsgatan 52 i centrala Stockholm. Firman Carl Axel Pettersson bildades 1908 och ombildades till Carl Axel Pettersson AB 1929. År 1927 ombyggdes och påbyggdes ett hus på Götgatan 30 på Södermalm fullständigt för Carl Axel Pettersson, som inrättade butik i bottenvåningen. Det var ett envånings stenhus från 1776 som hade ombyggts och påbyggts vid 1800-talets mitt. I bottenvåningen blev butiken senare Domus varuhus. Från 1960 låg ekiperingen i Skattehuset på Götgatan 78 i Stockholm. Han drev sin herrekipering i över 60 år. Pettersson var också ordförande för den svenska föreningen för klädindustrin.

## Ungerns generalkonsul i Stockholm
På 1930-talet blev Pettersson Ungerns generalkonsul på Ungerns ambassad i Stockholm.

## Utmärkelser
Pettersson var medlem av Stockholms Råd för de 50 äldste. Han tilldelades Nordstjärneorden, Vasaorden och den ungerska Vitézorden bland andra utmärkelser. Han var gift med Kerstin Pettersson, som dog 17 år före honom; makarna hade tre barn.

## Bilder

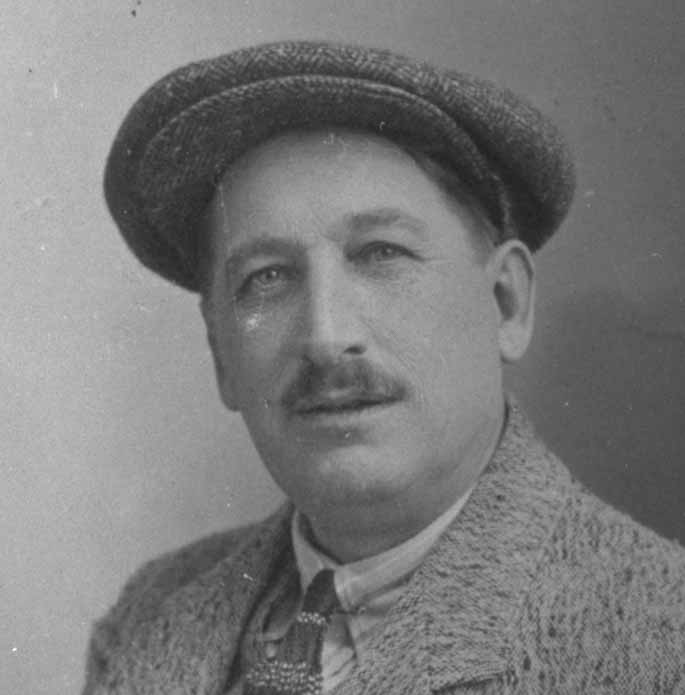
Carl Axel Pettersson, Chamonix 1924.
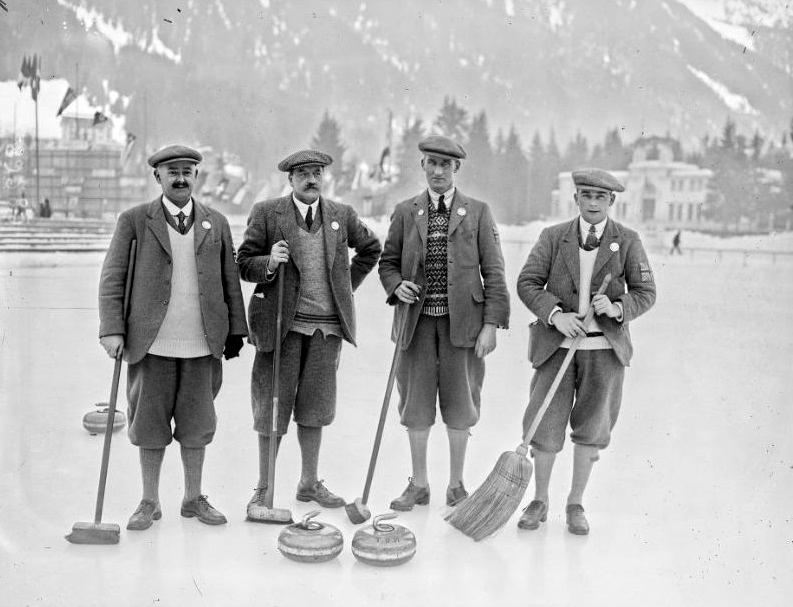
Curling vid olympiska vinterspelen 1924.
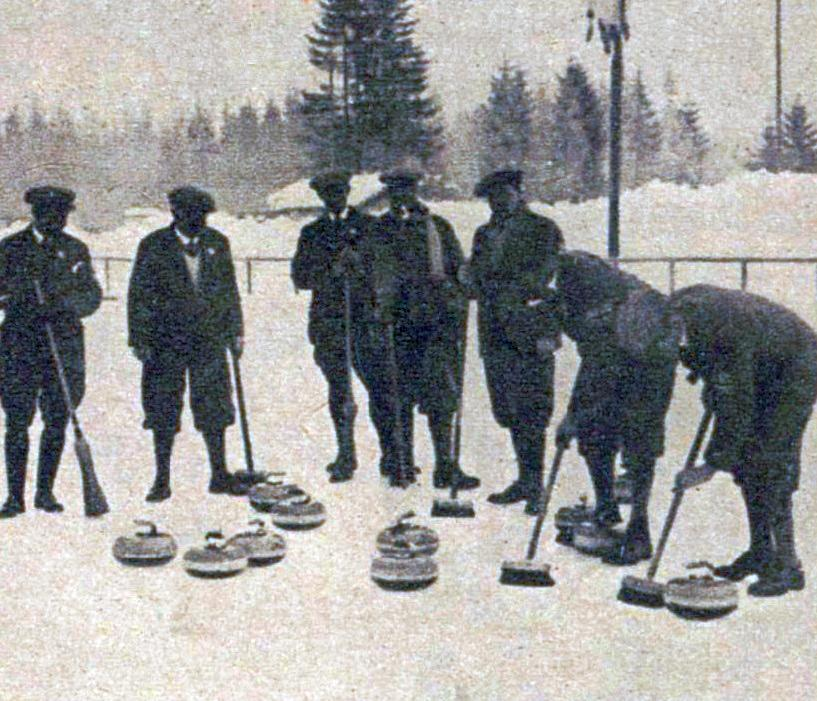
Curling vid olympiska vinterspelen 1924.
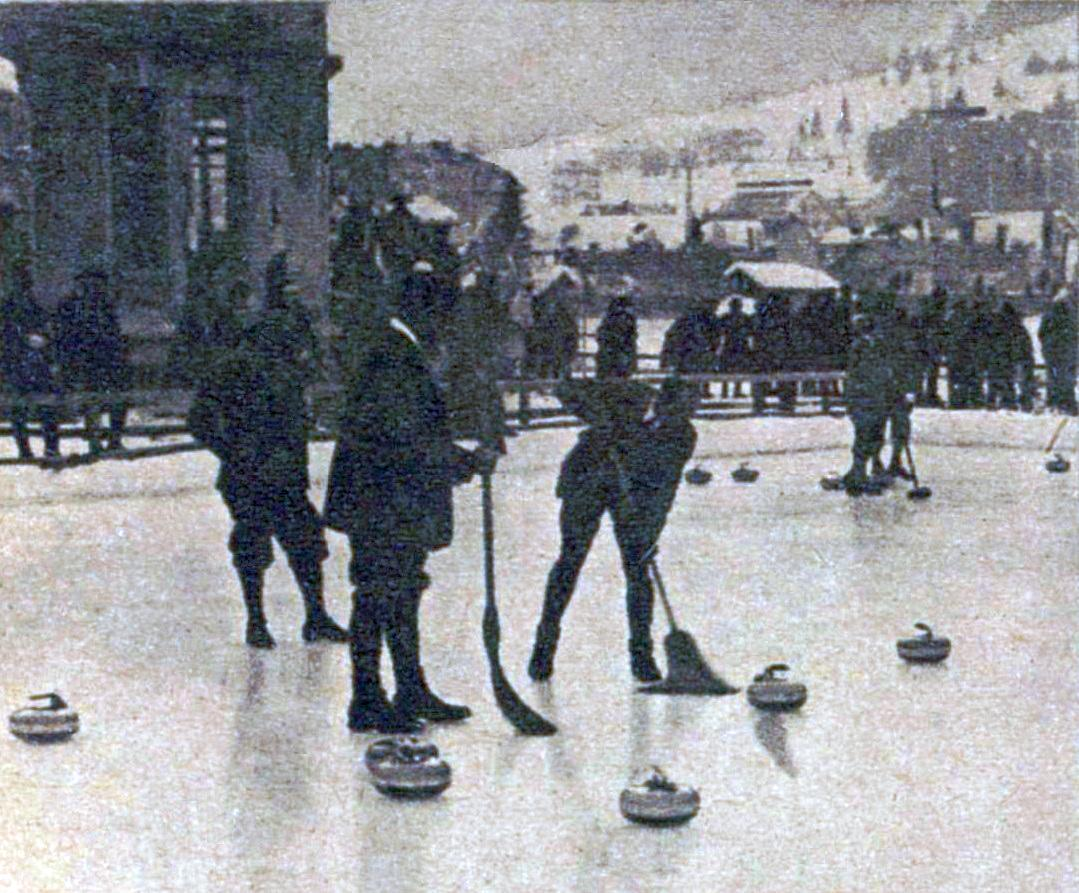
Curling vid olympiska vinterspelen 1924.
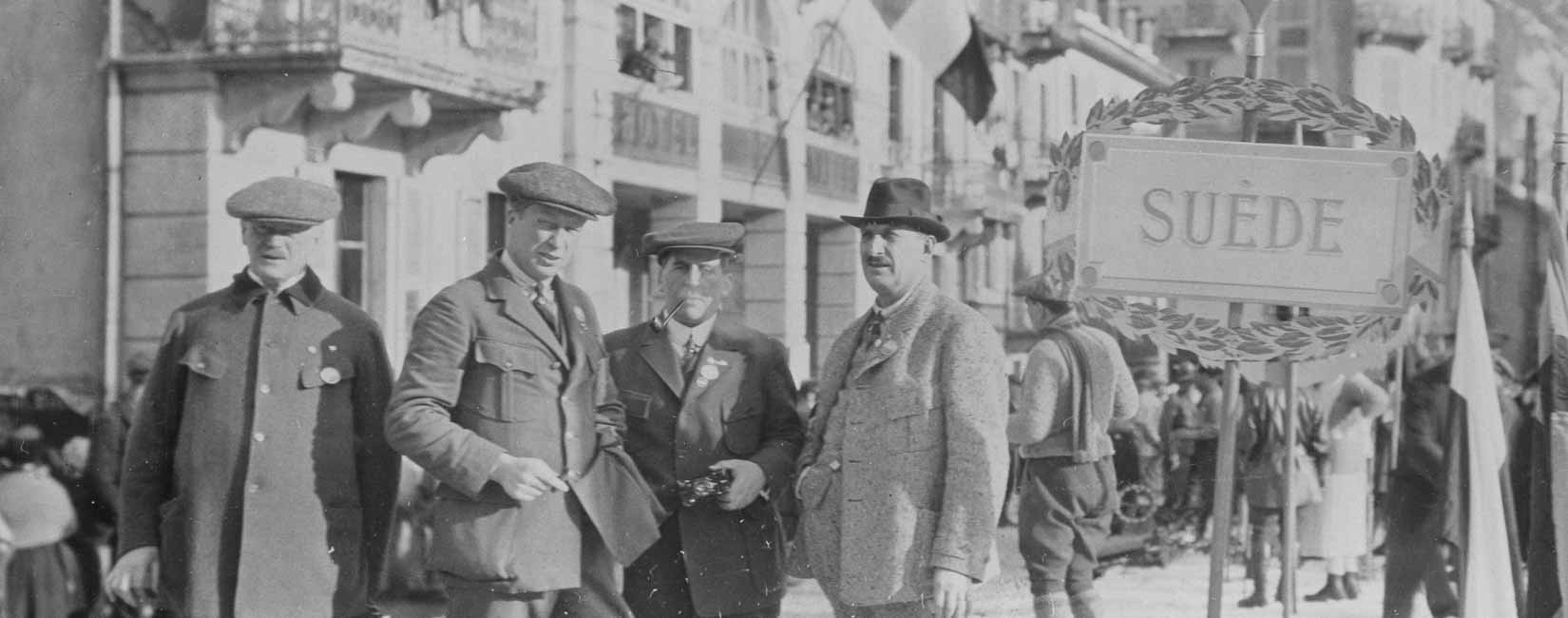
Delar av det svenska curlinglaget inför OS-invigningen i Chamonix 1924. Från vänster Carl August Kronlund, Erik Severin, Carl Wilhelm Petersén and Carl Axel Pettersson.
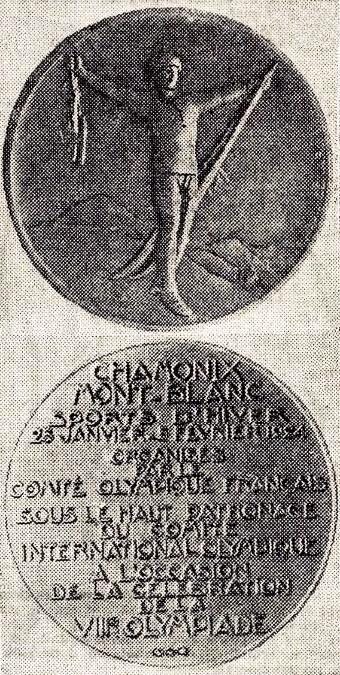
Medaljen från Olympiska vinterspelen 1924 i Chamonix.
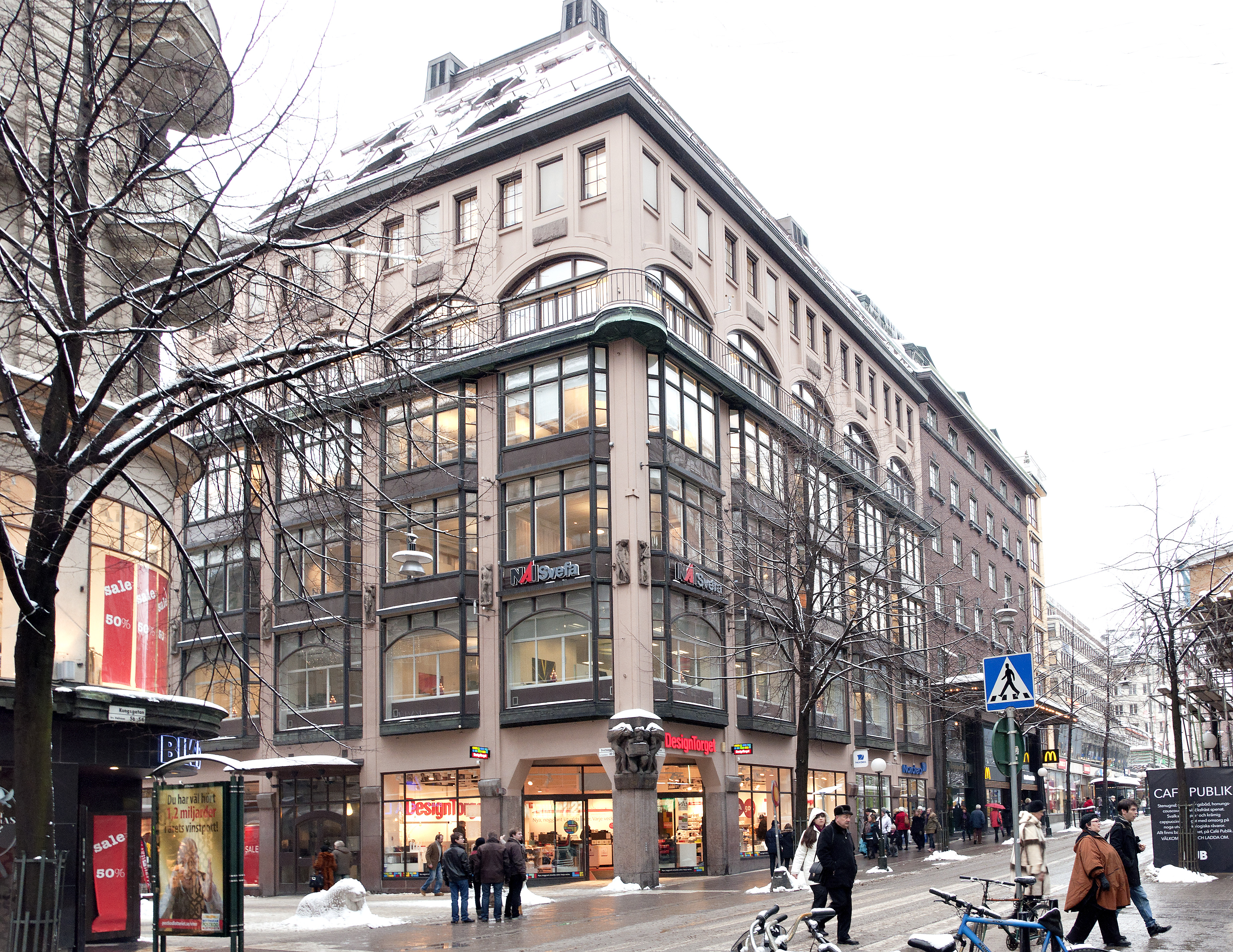
Carl Axel Pettersson hade sin herrekiperingsaffär på Kungsgatan 52 i hörnet av Drottninggatan 78 i Stockholm.
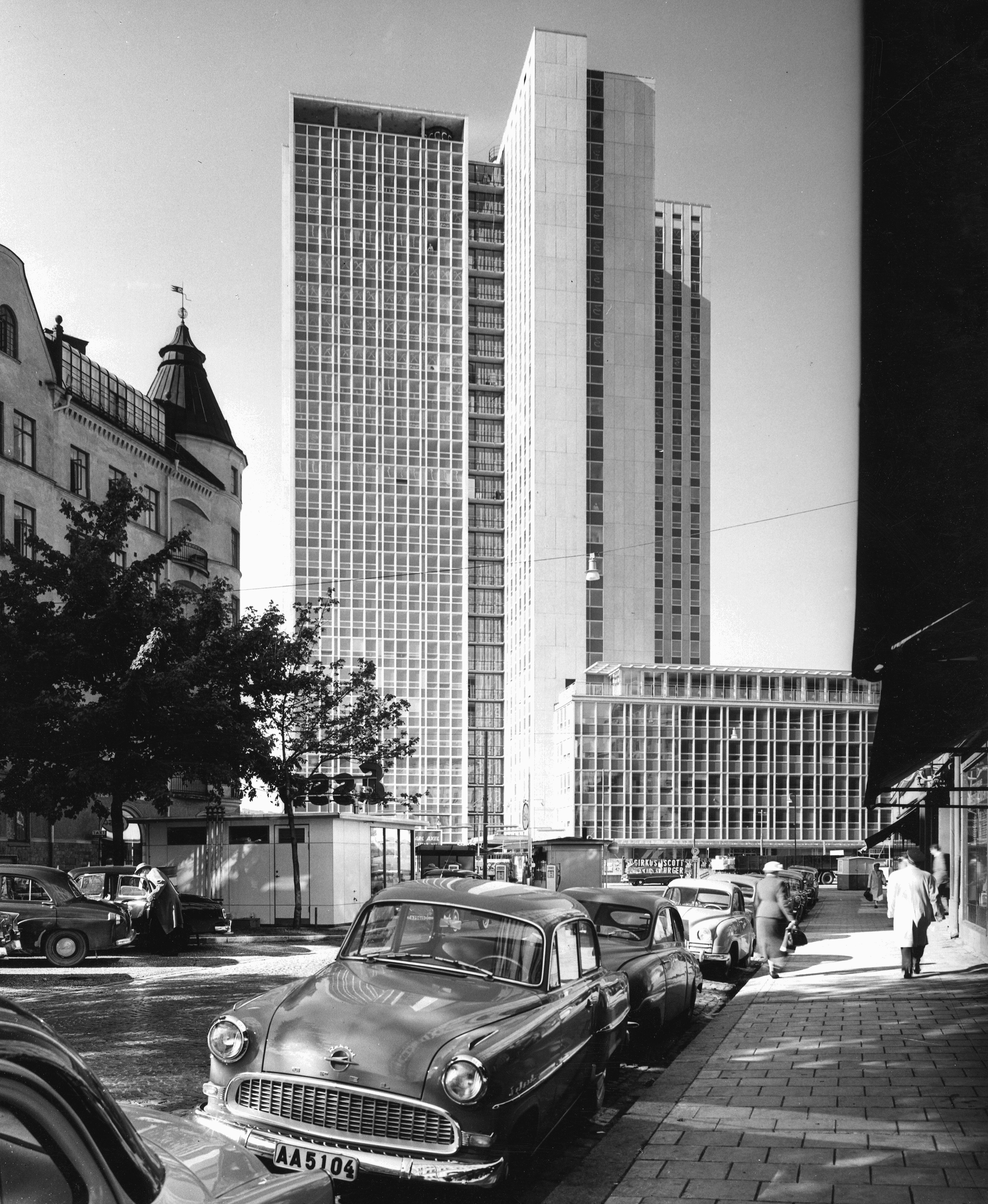
Från 1960 låg Carl Axel Petterssons herrekipering i Skattehuset på Götgatan 78 i Stockholm.
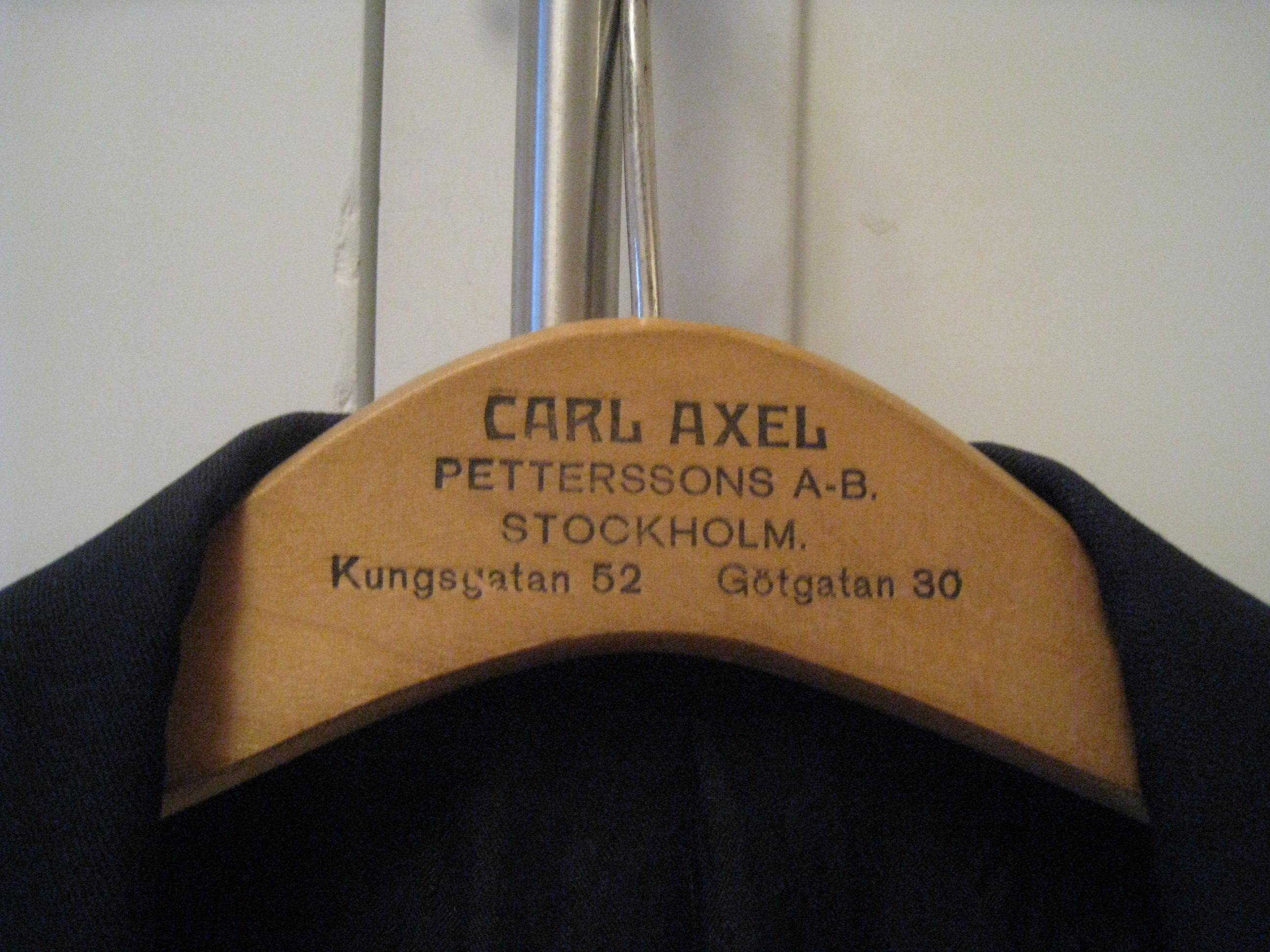
Klädhängare från Carl Axel Petterssons AB Herrekipering, Stockholm.